# Operacija Unthinkable
Operacija Nepredstavljivo (angleško Operation Unthinkable) je bilo ime, ki ga je britanski generalštab leta 1945 dal dvema načrtoma možne invazije na Zvezo Sovjetskih socialističnih republik. Načrta nista bila nikoli izvedena. Izdelavo načrtov je ukazal britanski premier Winston Churchill maja 1945, razvil pa ju je štab združenega načrtovanja britanskih oboroženih sil maja 1945 ob koncu druge svetovne vojne v Evropi.
En načrt je predvideval nenaden napad na sovjetske sile, nameščene v Nemčiji, da bi Sovjetom "vsilili voljo zahodnih zaveznikov". "Volja" je bila označena kot "kvadraten dogovor za Poljsko", kar je verjetno pomenilo uveljavitev nedavno podpisanega sporazuma iz Jalte . Načrtovalci so se odločili, da bi Britanija brez obsežne ameriške pomoči verjetno propadla. Nobenega od načrtov nikoli niso delili z Američani ali komer koli drugim.  Ko je laburistična stranka prišla na oblast na splošnih volitvah leta 1945, je zavrgla načrt.
Študija je postala prvi rezervni načrt iz obdobja hladne vojne za vojno proti Sovjetski zvezi. Oba načrta sta bila zelo tajna in sta bila javno objavljena šele leta 1998, čeprav je britanski vohun za Sovjete, Guy Burgess, takrat posredoval nekaj podrobnosti.